# Grand Prix automobile de Grande-Bretagne 1953
GP précédent GP suivant
Le Grand Prix automobile de Grande-Bretagne 1953 (VIth British Grand Prix), disputé sous la réglementation Formule 2 sur le circuit de Silverstone (Northamptonshire) le 18 juillet 1953, est la vingt-neuvième épreuve du championnat du monde de Formule 1 courue depuis 1950 et la sixième manche du championnat 1953.

## Contexte avant le Grand Prix

### Le championnat du monde
Le Grand Prix de Grande-Bretagne constitue la sixième épreuve du championnat du monde 1953, disputé pour la deuxième année consécutive sous la réglementation formule 2 (moteurs deux litres atmosphériques) par suite du désengagement des principaux constructeurs de F1 à la fin de la saison 1951.
Si l'on excepte les 500 miles d'Indianapolis, épreuve courue suivant l'ancienne formule internationale, toutes les manches du championnat du monde depuis 1952 ont été remportées par la Ferrari 500, la monoplace la plus homogène du plateau. Champion du monde en titre, l'Italien Alberto Ascari domine cette année encore le classement, grâce à ses trois victoires à Buenos-Aires, Zandvoort et Spa-Francorchamps. Les Maserati pilotées par Juan Manuel Fangio et José Froilán González se sont également révélées redoutables sur les circuits rapides, mais n'ont pu jusqu'alors s'imposer.

### Le circuit

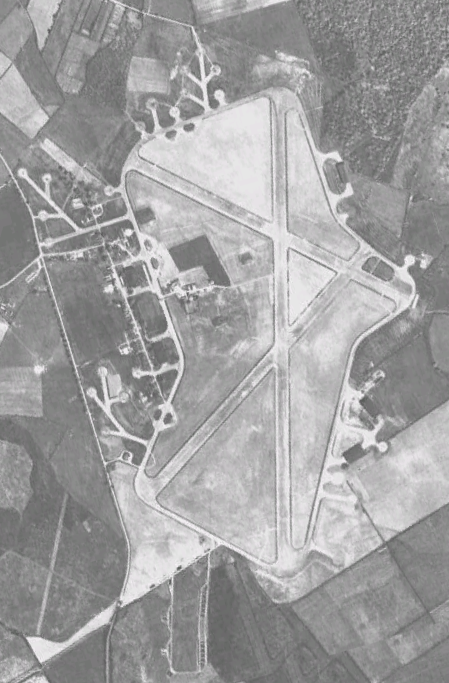
La base aérienne de Silverstone en 1945. Le tracé du circuit emprunte le périmètre de l'aérodrome.

Donington Park ayant été laissé à l'abandon à la fin de la seconde guerre mondiale, c'est sur le circuit de Silverstone, créé en 1948 sur une ancienne base de la Royal Air Force, que se déroule depuis lors le Grand Prix de Grande-Bretagne. Développant 4,710 km, ce tracé caractérisé par l'absence de longues lignes droites n'autorise pas des vitesses très élevées, privilégiant les qualités de souplesse et de tenue de route des monoplaces.

## Monoplaces en lice
- Ferrari 500 "Usine"

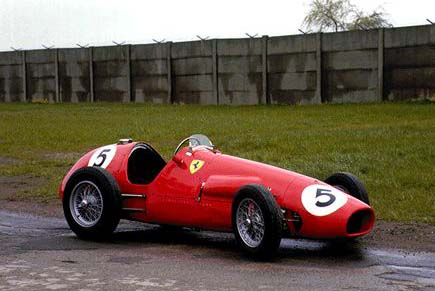
La Ferrari 500 F2, performante et fiable.

Depuis plus d'un an, la Ferrari 500 F2 exerce une domination absolue sur le championnat du monde des conducteurs. Équipée d'un quatre cylindres développant environ 180 chevaux à 7500 tr/min, c'est une monoplace équilibrée et facile à piloter, bénéficiant d'une excellente motricité et d'un très bon freinage. La Scuderia Ferrari a engagé quatre voitures pour Alberto Ascari, bien parti pour emporter un second titre consécutif, épaulé par ses compatriotes Giuseppe Farina et Luigi Villoresi et par le jeune Britannique Mike Hawthorn, récent vainqueur du Grand Prix de France au terme d'un fantastique duel avec le premier pilote Maserati, Juan Manuel Fangio. Le pilote français Louis Rosier a quant à lui engagé sur sa monoplace personnelle, légèrement moins puissante, les versions clients étant bridées à 6500 tr/min.
- Maserati A6SSG "Usine"

Avec son A6SSG (parfois appelée A6GCM « Interim »), évolution de l'A6GCM de 1952, Maserati dispose de la plus puissante monoplace du plateau grâce à son six cylindres développant 190 chevaux à 7500 tr/min. Le châssis, avec pont arrière rigide, n'est toutefois pas à la hauteur du moteur, et nécessite une bonne dose de virtuosité pour être mené à la limite. Seuls Juan Manuel Fangio et José Froilán González parviennent à en tirer la quintessence, et ont pu menacer les Ferrari sur les pistes très rapides comme Spa-Francorchamps ou Reims. L'usine engage quatre voitures, les deux pilotes argentins étant épaulés par leur compatriote Onofre Marimon et par le vétéran italien Felice Bonetto. Le Suisse Emmanuel de Graffenried dispose d'une monoplace identique, préparée par la Scuderia Platé et engagée à titre privé.
- Gordini T16 "Usine"

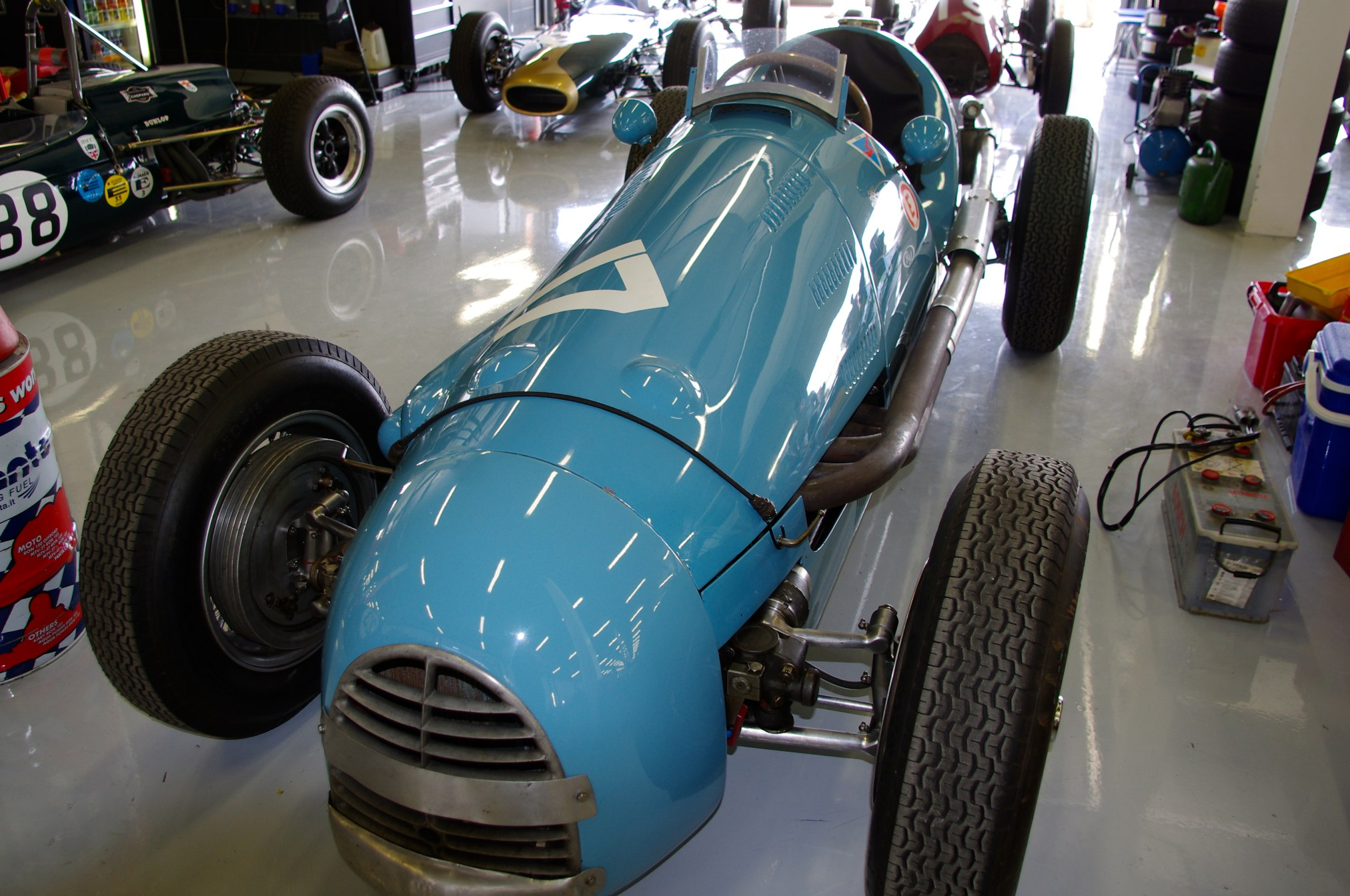
La Gordini Type 16, à moteur six cylindres.

Principale concurrente de la Ferrari 500 la saison précédente, la Gordini T16 (équipée d'un moteur six cylindres développant environ 160 chevaux) a peu évolué depuis son lancement, et n'est plus en mesure de disputer les places d'honneur, d'autant que la petite structure d'Amédée Gordini ne parvient pas à assurer une préparation correcte des monoplaces dont elle dispose, le manque de pièces de rechange se faisant cruellement sentir. Trois voitures ont été engagées pour les pilotes habituels Jean Behra, Maurice Trintignant et Harry Schell.
- Connaught A "Usine"

L'usine a engagé trois Connaught « Type A » pour Roy Salvadori, Kenneth McAlpine et le Prince Bira. Ces voitures sont équipées d'un moteur quatre cylindres Lea Francis alimenté par injection, développant environ 150 chevaux, une puissance très modeste d'autant que ces monoplaces sont relativement lourdes. Deux autres voitures de ce type sont également présentes, une engagée par Rob Walker pour Tony Rolt, l'autre appartenant à l'Ecurie Ecosse et pilotée par Ian Stewart.
- HWM 53 "Usine"

L'équipe britannique HWM a engagé quatre voitures, deux pour ses pilotes habituels Peter Collins et Lance Macklin, les deux autres étant confiées à Duncan Hamilton, récent vainqueur des 24 Heures du Mans, et à Jack Fairman dont c'est la première apparition en championnat du monde. Ces monoplaces sont équipées d'un moteur Alta développant environ 160 chevaux, et d'une boîte de vitesses pré-sélective Wilson.
- Cooper T23 "Usine"

L'usine Cooper a engagé une T23 à moteur six cylindres Bristol (environ 150 chevaux) pour Ken Wharton. La Cooper Special à moteur Alta (environ 160 chevaux) devait également participer aux mains de Stirling Moss, mais le jeune espoir britannique a déclaré forfait. Cooper est la marque la plus représentée à Silverstone, cinq autres monoplaces ayant été engagées par des écuries ou pilotes britanniques privés.
- OSCA

Engagé personnellement sur son O.S.C.A. Type 20 (moteur six cylindres développant environ 170 chevaux), le vétéran monégasque Louis Chiron a déclaré forfait.

## Coureurs inscrits
| no | Pilote                  | Écurie                    | Constructeur | Châssis        | Moteur         | Pneumatiques |
| -- | ----------------------- | ------------------------- | ------------ | -------------- | -------------- | ------------ |
| 1  | Lance Macklin           | HW Motors                 | HWM          | HWM 53         | Alta L4        | D            |
| 2  | Peter Collins           | HW Motors                 | HWM          | HWM 53         | Alta L4        | D            |
| 3  | Duncan Hamilton         | HW Motors                 | HWM          | HWM 53         | Alta L4        | D            |
| 4  | Jack Fairman            | HW Motors                 | HWM          | HWM 53         | Alta L4        | D            |
| 5  | Alberto Ascari          | Scuderia Ferrari          | Ferrari      | Ferrari 500    | Ferrari L4     | P            |
| 6  | Giuseppe Farina         | Scuderia Ferrari          | Ferrari      | Ferrari 500    | Ferrari L4     | P            |
| 7  | Luigi Villoresi         | Scuderia Ferrari          | Ferrari      | Ferrari 500    | Ferrari L4     | P            |
| 8  | Mike Hawthorn           | Scuderia Ferrari          | Ferrari      | Ferrari 500    | Ferrari L4     | P            |
| 9  | Louis Rosier            | Écurie Rosier             | Ferrari      | Ferrari 500    | Ferrari L4     | D            |
| 10 | Prince Bira             | Connaught Engineering     | Connaught    | Connaught A    | Lea Francis L4 | D            |
| 11 | Kenneth McAlpine        | Connaught Engineering     | Connaught    | Connaught A    | Lea Francis L4 | D            |
| 12 | Roy Salvadori           | Connaught Engineering     | Connaught    | Connaught A    | Lea Francis L4 | D            |
| 14 | Tony Rolt               | RRC Walker Racing Team    | Connaught    | Connaught A    | Lea Francis L4 | D            |
| 15 | Ian Stewart             | Ecurie Ecosse             | Connaught    | Connaught A    | Lea Francis L4 | D            |
| 16 | Ken Wharton             | Cooper Car Company        | Cooper       | Cooper T23     | Bristol L6     | D            |
| 17 | Bob Gerard              | Privé                     | Cooper       | Cooper T23     | Bristol L6     | D            |
| 18 | Jimmy Stewart           | Ecurie Ecosse             | Cooper       | Cooper T20     | Bristol L6     | D            |
| 19 | Alan Brown              | RJ Chase                  | Cooper       | Cooper T23     | Bristol L6     | D            |
| 20 | Peter Whitehead         | Atlantic Stable           | Cooper       | Cooper T24     | Alta L4        | D            |
| 21 | Stirling Moss           | Cooper Car Company        | Cooper       | Cooper Special | Alta L4        | D            |
| 22 | Tony Crook              | Privé                     | Cooper       | Cooper T20     | Bristol L6     | D            |
| 23 | Juan Manuel Fangio      | Officine Alfieri Maserati | Maserati     | Maserati A6SSG | Maserati L6    | P            |
| 24 | José Froilán González   | Officine Alfieri Maserati | Maserati     | Maserati A6SSG | Maserati L6    | P            |
| 25 | Felice Bonetto          | Officine Alfieri Maserati | Maserati     | Maserati A6SSG | Maserati L6    | P            |
| 26 | Onofre Marimon          | Officine Alfieri Maserati | Maserati     | Maserati A6SSG | Maserati L6    | P            |
| 27 | Louis Chiron            | Privé                     | O.S.C.A.     | OSCA 20        | O.S.C.A. L6    | P            |
| 28 | Harry Schell            | Equipe Gordini            | Gordini      | Gordini T16    | Gordini L6     | E            |
| 29 | Maurice Trintignant     | Equipe Gordini            | Gordini      | Gordini T16    | Gordini L6     | E            |
| 30 | Jean Behra              | Equipe Gordini            | Gordini      | Gordini T16    | Gordini L6     | E            |
| 31 | Emmanuel de Graffenried | Privé                     | Maserati     | Maserati A6SSG | Maserati L6    | P            |

## Qualifications
Les séances qualificatives se déroulent le jeudi et le vendredi précédant la course. La première journée d'essais se déroule entièrement sous la pluie, en l'absence de l'équipe Maserati. La piste est encore humide lorsque débute la seconde journée, où alternent averses et éclaircies. Alberto Ascari se joue de ces conditions difficiles pour s'emparer de la pole position, sa Ferrari se montrant une seconde plus rapide que la Maserati de José Froilán González. Mike Hawthorn (Ferrari) réalise également une belle performance, se qualifiant troisième devant son public, devançant Juan Manuel Fangio (Maserati) qui complète la première ligne. Ferrari et Maserati occupent une fois encore le devant de la scène, avec les sept premières places. Les premières voitures non italiennes sont les Gordini de Maurice Trintignant  et Harry Schell, tous deux crédités du même temps à quatre secondes de la pole position.
| Pos. | no | Pilote                  | Écurie    | Temps        | Écart  |
| ---- | -- | ----------------------- | --------- | ------------ | ------ |
| 1    | 5  | Alberto Ascari          | Ferrari   | 1 min 48 s   |        |
| 2    | 24 | José Froilán González   | Maserati  | 1 min 49 s   | + 1 s  |
| 3    | 8  | Mike Hawthorn           | Ferrari   | 1 min 49 s   | + 1 s  |
| 4    | 23 | Juan Manuel Fangio      | Maserati  | 1 min 50 s   | + 2 s  |
| 5    | 6  | Giuseppe Farina         | Ferrari   | 1 min 50 s   | + 2 s  |
| 6    | 7  | Luigi Villoresi         | Ferrari   | 1 min 51 s   | + 3 s  |
| 7    | 26 | Onofre Marimon          | Maserati  | 1 min 51 s   | + 3 s  |
| 8    | 29 | Maurice Trintignant     | Gordini   | 1 min 52 s   | + 4 s  |
| 9    | 28 | Harry Schell            | Gordini   | 1 min 52 s   | + 4 s  |
| 10   | 14 | Tony Rolt               | Connaught | 1 min 54 s   | + 6 s  |
| 11   | 16 | Ken Wharton             | Cooper    | 1 min 54 s   | + 6 s  |
| 12   | 1  | Lance Macklin           | HWM       | 1 min 57 s   | + 9 s  |
| 13   | 11 | Kenneth McAlpine        | Connaught | 1 min 57 s   | + 9 s  |
| 14   | 20 | Peter Whitehead         | Cooper    | 1 min 57 s   | + 9 s  |
| 15   | 18 | Jimmy Stewart           | Cooper    | 1 min 58 s   | + 10 s |
| 16   | 25 | Felice Bonetto          | Maserati  | 1 min 58 s   | + 10 s |
| 17   | 3  | Duncan Hamilton         | HWM       | 2 min 02 s   | + 14 s |
| 18   | 17 | Bob Gerard              | Cooper    | 2 min 02 s   | + 14 s |
| 19   | 10 | Prince Bira             | Connaught | 2 min 04 s   | + 16 s |
| 20   | 15 | Ian Stewart             | Connaught | 2 min 04 s   | + 16 s |
| 21   | 19 | Alan Brown              | Cooper    | 2 min 04 s   | + 16 s |
| 22   | 30 | Jean Behra              | Gordini   | 2 min 04 s   | + 16 s |
| 23   | 2  | Peter Collins           | HWM       | 2 min 06 s   | + 18 s |
| 24   | 9  | Louis Rosier            | Ferrari   | 2 min 07 s   | + 19 s |
| 25   | 22 | Tony Crook              | Cooper    | 2 min 07 s   | + 19 s |
| 26   | 31 | Emmanuel de Graffenried | Maserati  | 2 min 09 s   | + 21 s |
| 27   | 4  | Jack Fairman            | HWM       | 2 min 32 s   | + 44 s |
| 28   | 12 | Roy Salvadori           | Connaught | pas de temps | -      |

## Grille de départ du Grand Prix
| 1re ligne | Pos. 4                     |                                  | Pos. 3                      |                                 | Pos. 2                       |                                 | Pos. 1                         |
|           | Fangio Maserati 1 min 50 s |                                  | Hawthorn Ferrari 1 min 49 s |                                 | González Maserati 1 min 49 s |                                 | Ascari Ferrari 1 min 48 s      |
| 2e ligne  |                            | Pos. 7                           |                             | Pos. 6                          |                              | Pos. 5                          |                                |
|           |                            | Marimon Maserati 1 min 51 s      |                             | Villoresi Ferrari 1 min 51 s    |                              | Farina Ferrari 1 min 50 s       |                                |
| 3e ligne  | Pos. 11                    |                                  | Pos. 10                     |                                 | Pos. 9                       |                                 | Pos. 8                         |
|           | Wharton Cooper 1 min 54 s  |                                  | Rolt Connaught 1 min 54 s   |                                 | Schell Gordini 1 min 52 s    |                                 | Trintignant Gordini 1 min 52 s |
| 4e ligne  |                            | Pos. 14                          |                             | Pos. 13                         |                              | Pos. 12                         |                                |
|           |                            | P. Whitehead Cooper 1 min 57 s   |                             | McAlpine Connaught 1 min 57 s   |                              | Macklin HWM 1 min 57 s          |                                |
| 5e ligne  | Pos. 18                    |                                  | Pos. 17                     |                                 | Pos. 16                      |                                 | Pos. 15                        |
|           | Gerard Cooper 2 min 02 s   |                                  | Hamilton HWM 2 min 02 s     |                                 | Bonetto Maserati 1 min 58 s  |                                 | J. Stewart Cooper 1 min 58 s   |
| 6e ligne  |                            | Pos. 21                          |                             | Pos. 20                         |                              | Pos. 19                         |                                |
|           |                            | Brown Cooper 2 min 04 s          |                             | I. Stewart Connaught 2 min 04 s |                              | Bira Connaught 2 min 04 s       |                                |
| 7e ligne  | Pos. 25                    |                                  | Pos. 24                     |                                 | Pos. 23                      |                                 | Pos. 22                        |
|           | Crook Cooper 2 min 07 s    |                                  | Rosier Ferrari 2 min 07 s   |                                 | Collins HWM 2 min 06 s       |                                 | Behra Gordini 2 min 04 s       |
| 8e ligne  |                            | Pos. 28                          |                             | Pos. 27                         |                              | Pos. 26                         |                                |
|           |                            | Salvadori Connaught Pas de temps |                             | Fairman HWM 2 min 32 s          |                              | Graffenried Maserati 2 min 09 s |                                |

## Déroulement de la course
Le temps est très couvert le jour de la course, mais les averses ont cessé lorsque le départ est donné. Malgré les conditions incertaines, plus de 100000 spectateurs sont présents aux abords du circuit. Chez Maserati, José Froilán González part une nouvelle fois avec une voiture allégée en carburant, les autres concurrents s'élançant avec le plein. Alberto Ascari (Ferrari) effectue un envol parfait et s'extrait en tête du virage de Copse, devant Juan Manuel Fangio (Maserati), Luigi Villoresi (Ferrari) et les Maserati de González et Onofre Marimon. Parti en quatrième ligne sur son HWM, Lance Macklin a effectué un démarrage foudroyant et occupe la sixième position. À la fin du premier tour, Ascari conserve l'avantage, devançant Fangio d'une seconde. González a pris la troisième place à Villoresi. Un peu plus loin vient Marimon, alors que Macklin est retombé à la dixième place, dépassé par les Ferrari de Mike Hawthorn et Giuseppe Farina et les Gordini d'Harry Schell et Maurice Trintignant. Au second tour, González s'empare de la seconde place devant son coéquipier Fangio. Désireux de briller devant son public, Hawthorn attaque Marimon et prend la cinquième place, mais alors qu'il aborde pour la troisième fois le virage de Woodcote, il dérape et sort dans le talus. Il parvient à regagner son stand où il perd beaucoup de temps pour faire réparer une fuite d'essence, repartant bon dernier de la course.
En tête, Ascari et González, qui roulent de concert, ont adopté un rythme très rapide, creusant l'écart sur Fangio. Bientôt, Ascari parvient à se détacher de son adversaire; après dix tours, González, malgré l'avantage que lui confère sa voiture plus légère, compte déjà six secondes de retard. Fangio navigue onze secondes plus loin, maintenant Villoresi à distance. Les autres concurrents sont beaucoup plus loin : Farina, cinquième, accuse alors un retard de trente-six secondes sur le leader. Pilotant avec sa fougue habituelle, González essaie de ne pas perdre trop de terrain sur Ascari, mais sa Maserati commence à perdre de l'huile, suffisamment pour que les commissaires de piste le fassent stopper. L'Argentin ignore les drapeaux durant quelques tours puis finit par stopper à  son stand, furieux. Après une discussion assez vive, il est finalement autorisé à repartir, en quatrième position, mais il a perdu beaucoup de temps.
Vingt tours ont alors été effectués, Ascari compte désormais une quinzaine de secondes d'avance sur Fangio et trente sur Villoresi, González étant relégué à plus d'une minute. Les positions en tête vont dès lors rester figées pendant une bonne partie de la course, Ascari exploitant au mieux les qualités de motricité et de tenue de route de la Ferrari pour augmenter régulièrement son avance sur Fangio, qui se bat avec une Maserati beaucoup plus rétive. L'intérêt de la course est cependant maintenu par le duel entre Farina et Marimon pour la cinquième place, et par la belle remontée d'Hawthorn, après ses déboires initiaux qui l'avaient relégué en vingt-sixième position. Au vingtième passage, le jeune Britannique est déjà revenu à la treizième place, et encouragé par son public il continue à assurer le spectacle.
Pas de changement notable lorsque arrive la mi-course, l'écart entre les deux premiers étant maintenant d'une quarantaine de secondes. Sauf incident, Ascari a course gagnée, et Fangio, qui compte une trentaine de secondes d'avance sur Villoresi, semble assuré de sa deuxième place. González, dont la Maserati continue à perdre de l'huile, occupe toujours la quatrième place; son avance sur Marimon et Farina semble confortable, mais avec un ravitaillement à effectuer la position de l'Argentin n'est pas acquise. Quant à Hawthorn, il est remonté à la neuvième place.
Au cinquante-sixième tour, alors que les positions en tête demeurent inchangées, González s'arrête au stand pour ravitailler, non seulement en carburant, mais également en huile. Il repart sans avoir perdu de place, mais ne compte plus qu'une douzaine de secondes d'avance sur Farina et Marimon. Ce dernier va abandonner dix tours plus tard, moteur cassé, ainsi que Villoresi dont le pont arrière a lâché. Farina a alors rejoint González, qu'il double peu après prenant ainsi la troisième place. Hawthorn, qui vient de dépasser la Connaught de son compatriote Tony Rolt, est maintenant cinquième, dans les points. La course se termine sans changement et Ascari remporte sa quatrième victoire de la saison, confortant sa position en tête du championnat du monde. Une nouvelle fois, les Ferrari et Maserati, qui prennent les six premières places, ont écrasé leurs concurrentes, la meilleure voiture britannique étant la Connaught du Prince Bira (Rolt ayant abandonné), alors qu'aucune Gordini n'a pu rejoindre l'arrivée.

### Classements intermédiaires
Classements intermédiaires des monoplaces aux premier, troisième, dixième, vingtième, trentième, quarante-cinquième, soixantième et soixante-dixième tours.

### Classement de la course
| Pos  | No | Pilote                  | Voiture               | Tours | Temps/Abandon          | Grille | Points |
| ---- | -- | ----------------------- | --------------------- | ----- | ---------------------- | ------ | ------ |
| 1    | 5  | Alberto Ascari          | Ferrari               | 90    | 2 h 50 min 00          | 1      | 8,5    |
| 2    | 23 | Juan Manuel Fangio      | Maserati              | 90    | + 1 min 00 s           | 4      | 6      |
| 3    | 6  | Nino Farina             | Ferrari               | 88    | + 2 tours              | 5      | 4      |
| 4    | 24 | José Froilán González   | Maserati              | 88    | + 2 tours              | 2      | 3,5    |
| 5    | 8  | Mike Hawthorn           | Ferrari               | 87    | + 3 tours              | 3      | 2      |
| 6    | 25 | Felice Bonetto          | Maserati              | 82    | + 8 tours              | 16     |        |
| 7    | 10 | Prince Bira             | Connaught-Lea Francis | 82    | + 8 tours              | 19     |        |
| 8    | 16 | Ken Wharton             | Cooper-Bristol        | 80    | + 10 tours             | 11     |        |
| 9    | 20 | Peter Whitehead         | Cooper-Alta           | 79    | + 11 tours             | 14     |        |
| 10   | 9  | Louis Rosier            | Ferrari               | 78    | + 12 tours             | 24     |        |
| Abd. | 18 | Jimmy Stewart           | Cooper-Bristol        | 79    | Sortie de piste        | 15     |        |
| Abd. | 14 | Tony Rolt               | Connaught-Lea Francis | 70    | Transmission           | 10     |        |
| Abd. | 7  | Luigi Villoresi         | Ferrari               | 65    | Transmission           | 6      |        |
| Abd. | 26 | Onofre Marimon          | Maserati              | 65    | Moteur                 | 7      |        |
| Abd. | 19 | Alan Brown              | Cooper-Bristol        | 56    | Surchauffe moteur      | 21     |        |
| Abd. | 2  | Peter Collins           | HWM-Alta              | 56    | Sortie de piste        | 23     |        |
| Abd. | 4  | Jack Fairman            | HWM-Alta              | 54    | Embrayage              | 27     |        |
| Abd. | 12 | Roy Salvadori           | Connaught-Lea Francis | 50    | Roue                   | 28     |        |
| Abd. | 31 | Emmanuel de Graffenried | Maserati              | 34    | Embrayage              | 26     |        |
| Abd. | 1  | Lance Macklin           | HWM-Alta              | 31    | Embrayage              | 12     |        |
| Abd. | 30 | Jean Behra              | Gordini               | 30    | Pompe à essence        | 22     |        |
| Abd. | 15 | Ian Stewart             | Connaught-Lea Francis | 24    | Allumage               | 20     |        |
| Abd. | 29 | Maurice Trintignant     | Gordini               | 14    | Transmission           | 8      |        |
| Abd. | 3  | Duncan Hamilton         | HWM-Alta              | 14    | Embrayage              | 17     |        |
| Abd. | 17 | Bob Gerard              | Cooper-Bristol        | 8     | Suspension avant       | 18     |        |
| Abd. | 28 | Harry Schell            | Gordini               | 5     | Panne électrique       | 9      |        |
| Abd. | 11 | Kenneth McAlpine        | Connaught-Lea Francis | 0     | Durite                 | 13     |        |
| Abd. | 22 | Tony Crook              | Cooper-Bristol        | 0     | Distribution d'essence | 25     |        |

Légende:
- Abd.= Abandon

### Pole position et record du tour
- Pole position :  Alberto Ascari en 1 min 48 s (vitesse moyenne : 157,033 km/h). Temps réalisé lors de la seconde journée d'essais[4].
- Meilleur tour en course :  Alberto Ascari et  José Froilán González en 1 min 50 s (vitesse moyenne : 154,178 km/h).

### Tours en tête
- Alberto Ascari : 90 tours (1-90)

## Classement général à l'issue de la course
- attribution des points : 8, 6, 4, 3, 2 respectivement aux cinq premiers de chaque épreuve et 1 point supplémentaire pour le pilote ayant accompli le meilleur tour en course (signalé par un astérisque). Le point du record du tour est partagé entre Alberto Ascari et José Froilán González au Grand Prix de Grande-Bretagne.
- Le règlement permet aux pilotes de se relayer sur une même voiture, les points éventuellement acquis étant alors partagés. Sam Hanks et Duane Carter marquent chacun deux points pour leur troisième place à Indianapolis, Fred Agabashian et Paul Russo marquent chacun un point et demi pour leur quatrième place dans cette même course, Felice Bonetto et José Froilán González marquent chacun deux points pour leur troisième place aux Pays-Bas.
- Seuls les quatre meilleurs résultats sont comptabilisés. Alberto Ascari doit donc décompter les trois points acquis en France, totalisant trente-trois points et demi effectifs pour trente-six points et demi marqués. De même, José Froilán González doit décompter le point acquis en Belgique, totalisant treize points et demi effectifs pour quatorze points et demi marqués.
- Sur dix épreuves qualificatives prévues pour le championnat du monde 1953, neuf seront effectivement courues : en septembre les organisateurs du Grand Prix d'Espagne (programmé le 26 octobre) annuleront l'épreuve à la suite de l'annonce du forfait de la Scuderia Ferrari pour cette course[11].

| Pos. | Pilote                  | Écurie       | Points      | ARG | 500 | NL | BEL  | FRA | GBR  | ALL | SUI | ITA | ESP |
| ---- | ----------------------- | ------------ | ----------- | --- | --- | -- | ---- | --- | ---- | --- | --- | --- | --- |
| 1    | Alberto Ascari          | Ferrari      | 33,5 (36,5) | 9*  | -   | 8  | 8    | (3) | 8,5* |     |     |     |     |
| 2    | Mike Hawthorn           | Ferrari      | 16          | 3   | -   | 3  | -    | 8   | 2    |     |     |     |     |
| 3    | José Froilán González   | Maserati     | 13,5 (14,5) | 4   | -   | 2  | (1*) | 4   | 3,5* |     |     |     |     |
| 4    | Luigi Villoresi         | Ferrari      | 13          | 6   | -   | 1* | 6    | -   | -    |     |     |     |     |
|      | Juan Manuel Fangio      | Maserati     | 13          | -   | -   | -  | -    | 7*  | 6    |     |     |     |     |
| 6    | Giuseppe Farina         | Ferrari      | 12          | -   | -   | 6  | -    | 2   | 4    |     |     |     |     |
| 7    | Bill Vukovich           | Kurtis Kraft | 9           | -   | 9*  | -  | -    | -   | -    |     |     |     |     |
| 8    | Art Cross               | Kurtis Kraft | 6           | -   | 6   | -  | -    | -   | -    |     |     |     |     |
| 9    | Emmanuel de Graffenried | Maserati     | 5           | -   | -   | 2  | 3    | -   | -    |     |     |     |     |
| 10   | Onofre Marimon          | Maserati     | 4           | -   | -   | -  | 4    | -   | -    |     |     |     |     |
| 11   | Sam Hanks               | Kurtis Kraft | 2           | -   | 2   | -  | -    | -   | -    |     |     |     |     |
|      | Duane Carter            | Kurtis Kraft | 2           | -   | 2   | -  | -    | -   | -    |     |     |     |     |
|      | Felice Bonetto          | Maserati     | 2           | -   | -   | 2  | -    | -   | -    |     |     |     |     |
|      | Oscar Alfredo Gálvez    | Maserati     | 2           | 2   | -   | -  | -    | -   | -    |     |     |     |     |
|      | Jack McGrath            | Kurtis Kraft | 2           | -   | 2   | -  | -    | -   | -    |     |     |     |     |
|      | Maurice Trintignant     | Gordini      | 2           | -   | -   | -  | 2    | -   | -    |     |     |     |     |
| 17   | Fred Agabashian         | Kurtis Kraft | 1,5         | -   | 1,5 | -  | -    | -   | -    |     |     |     |     |
|      | Paul Russo              | Kurtis Kraft | 1,5         | -   | 1,5 | -  | -    | -   | -    |     |     |     |     |

## À noter
- 12e victoire en championnat du monde pour Alberto Ascari.
- 15e victoire en championnat du monde pour Ferrari en tant que constructeur.
- 15e victoire en championnat du monde pour Ferrari en tant que motoriste.
- Le chronométrage officiel ne prenant pas en compte les dixièmes de seconde, Alberto Ascari et José Froilán González sont tous deux crédités du meilleur temps en course et se partagent le point attribué pour le record du tour.